# Tullio Gonnelli
Tullio Gonnelli (n. 21 noiembrie 1912, Pieve di Cento, Emilia-Romagna, Italia – d. 12 ianuarie 2005, Hampden⁠(d), Massachusetts, SUA) a fost un sprinter ce a reprezentat Italia, medaliat olimpic. A participat la o ediție a Jocurilor Olimpice (1936) în care a câștigat medalia de argint în proba de 4x100 m.

## Palmares
| An   | Competiție           | Locație          | Loc | Eveniment | Note   |
| ---- | -------------------- | ---------------- | --- | --------- | ------ |
| 1934 | Campionatul European | Torino, Italia   | 6   | 200 m     | 21,9 s |
| 1936 | Jocurile Olimpice    | Berlin, Germania | 2   | 4x100 m   | 41,1 s |
| 1938 | Campionatul European | Paris, Franța    | 4   | 4x100 m   | 41,3 s |